# Maina Kiai

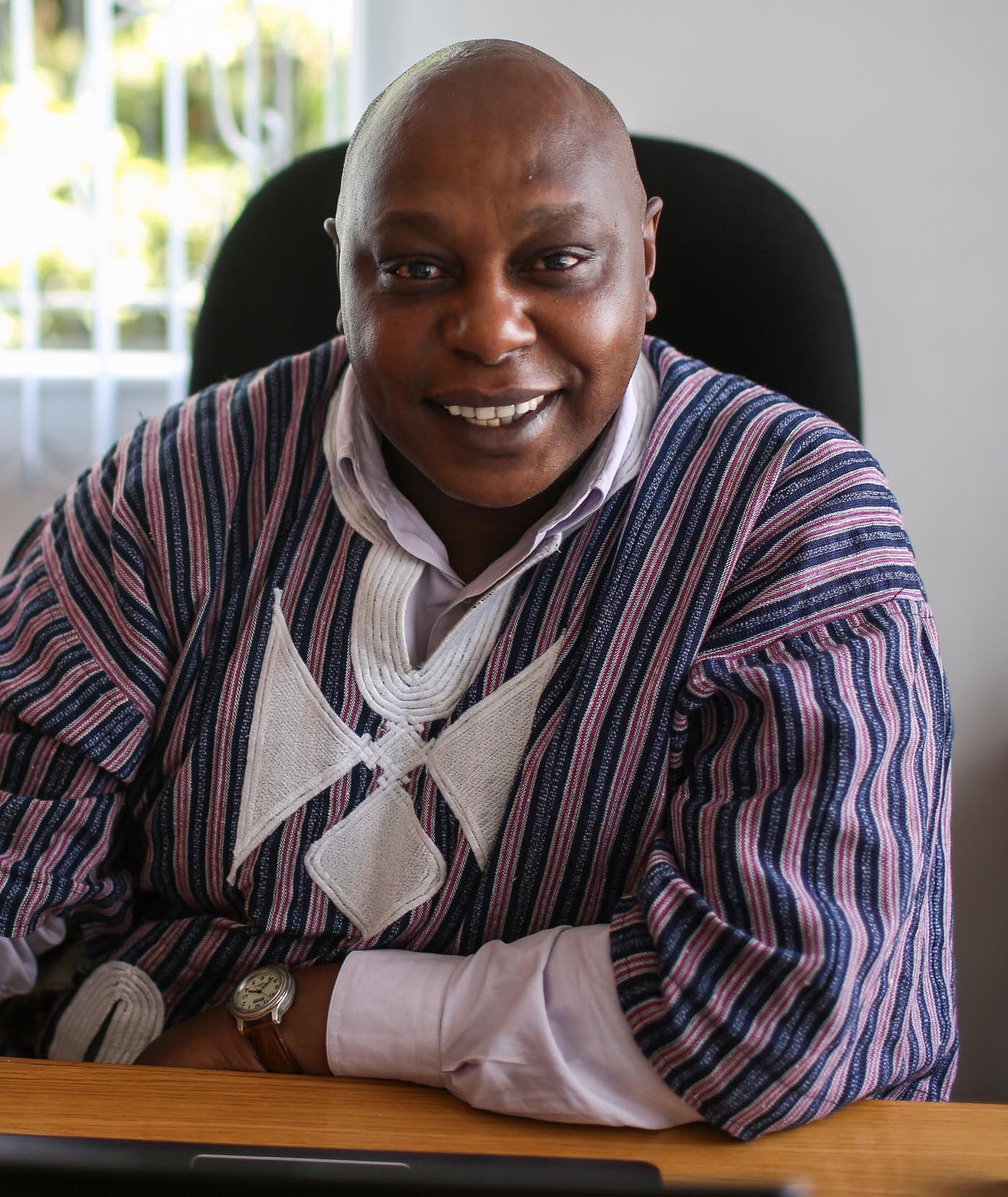
Maina Kiai, 2013

Maina Kiai ist kenianischer Rechtsanwalt und Menschenrechtsaktivist. Ab dem 1. Mai 2011 war er Sonderberichterstatter zu Versammlungs- und Organisationsfreiheit der Vereinten Nationen. Seine zweite und letzte Amtszeit endete am 30. April 2017.
Kiai setzte sich in Kenia für die Menschenrechte ein, wobei er sich auf die Bekämpfung der Korruption und die Unterstützung politischer Reformen konzentrierte. Er kämpfte ebenfalls gegen Straflosigkeit nach den Unruhen in Kenia 2007/2008, die Kenia im Jahr 2008 in eine Krise stürzten. Zurzeit ist er als Mitdirektor der kenianischen Nichtregierungsorganisation InformAction, eine Menschenrechtsorganisation.

## Ausbildung und Karriere
Kiai ist Rechtsanwalt und wurde in Nairobi und an der Harvard University ausgebildet. Maina Kiais Menschenrechtsarbeit begann 1992, als er die inoffizielle Kenia-Menschenrechtskommission mitbegründete. Kiai war bis September 1998 als Direktor der Kommission tätig. Kiai wurde als nächstes Direktor des Afrika-Programms von Amnesty International (1999–2001) und Afrika-Direktor der Internationalen Rechtsgruppe für Menschenrechte, (jetzt genannt Global Rights, 2001–2003), bevor er schließlich in dem Zeitraum von 2003 bis 2008 als Vorsitzender der Nationalen Menschenrechtskommission in Kenia tätig war. Von Juli 2010 bis April 2011 war Kiai Direktor des Internationalen Rats für Menschenrechtspolitik. Er hatte auch Forschungsstipendien am dänischen Institut für Menschenrechte, dem Woodrow Wilson International Center for Scholars und dem TransAfrica-Forum bekommen.
Kiai dient derzeit als Direktor der lokalen kenianischen Nicht-Regierungsorganisation InformAction, die eine multimediale Herangehensweise benutzt, vor allem Videoproduktionen, um die Kenianer über ihre Menschenrechte zu informieren. Kiai schreibt regelmäßig eine Kolumne für die Daily Nation, Kenias größte unabhängige Tageszeitung.

## Preise und Auszeichnungen
Im Jahr 2014 verlieh Freedom House Kiai den Freiheitspreis, der 1943 initiiert wurde, um „die Empfänger für ihren unschätzbaren Beitrag zur Freiheit und Demokratie zu ehren“. Vorherige Preisträger waren u. a. Chen Guangcheng, Aung San Suu Kyi, Václav Havel, der 14. Dalai Lama, Medgar Evers und Edward R. Murrow.
Im Oktober 2016 erhielt Kiai den Leo-Nevas-Preis der United Nations Foundation (Stiftung der Vereinten Nationen) für seine Arbeit als Sonderberichterstatter. Diese Auszeichnung würdigt „diejenigen, die als Agenten des Wandels bei der Förderung der internationalen Menschenrechte gedient haben“. Im Dezember 2016 erhielt er den AFL-CIO (American Federation of Labor and Congress of Industrial Organizations) George-Meany-Lane-Kirkland-Menschenrechtspreis 2016 für sein „Engagement und Wirksamkeit in der Hervorhebung der weitverbreiteten Verweigerung grundlegender Menschenrechte bei der Arbeit und in der Gesellschaft“.

## Arbeit als Sonderberichterstatter
Maina Kiai übernahm am 1. Mai 2011 seine Aufgaben als erster Sonderberichterstatter zu Versammlungs- und Organisationsfreiheit. Er beendete seine zweite und letzte Amtszeit am 30. April 2017, seine Nachfolgerin war Annalisa Ciampi aus Italien. Sonderberichterstatter sind unabhängig von jeglicher Regierung oder Organisation.
Als Sonderberichterstatter hat Kiai beim Menschenrechtsrat sieben Berichte vorgelegt oder mitverfasst. Es ging um die folgenden Themen:
- Optimale Vorgehensweise bei der Förderung der Versammlungs- und Vereinigungsfreiheit (Mai 2012)[12][13]
- Fähigkeit der Zivilgesellschaft auf Finanzierung und Ressourcen zugreifen zu können (April 2013)[14][15]
- Notlage von „am meisten gefährdeten“ Gruppen bei der Ausübung ihrer Versammlungs- und Vereinigungsrechte (Juni 2014)[16][17]
- Rechte auf friedliche Versammlungsfreiheit und Vereinigung im Zusammenhang mit der Ausbeutung von natürlichen Ressourcen (Juni 2015)[18][19]
- Gemeinsamer Bericht mit Empfehlungen für die effektive Verwaltung von Versammlungen (März 2016), mit dem Sonderberichterstatter Christof Heyns.[20][21]
- Auswirkungen des Fundamentalismus auf Versammlungs- und Vereinigungsrechte (Juni 2016)[22][23]
- Sich eine Welt ohne Beteiligung vorstellen. Abbildung der Errungenschaften der Zivilgesellschaft (Juni 2017 – präsentiert von Nachfolgerin Annalisa Ciampi)[24]

Kiai verfasste vier Berichte an die UN-Vollversammlung zu den Themen:
- Rechte auf friedliche Versammlungs- und Vereinigungsfreiheit im Rahmen der Wahlen (Oktober 2013)[25][26]
- Die Wirkung, die multilaterale Institutionen auf die Förderung und den Schutz der Versammlungs- und Vereinigungsrechte haben (Oktober 2014)[27]
- Vergleich wie Unternehmen und Verbände Länder behandeln, und Erforschung, warum Unternehmen in der Regel eine günstigere Behandlung erhalten (Oktober 2015)[28]
- Die Schwierigkeiten, mit denen marginalisierte Arbeiter der Welt, bei der Ausübung ihrer Versammlungs- und Vereinigungsrechte am Arbeitsplatz, konfrontiert sind (Oktober 2016)[29]

Kiai besuchte in offizieller Funktion neun Länder: Georgien (2012), Großbritannien (2013 und 2016), Ruanda (Januar 2014), Oman (September 2014), Kasachstan (Januar 2015), Chile (September 2015), die Republik Korea (Januar 2016) und die Vereinigten Staaten von Amerika (Juli 2016).
Als Sonderberichterstatter gab Kiai mehr als 190 Presseerklärungen via UNHCHR heraus und schickte über 900 Mitteilungen an Mitgliedstaaten der Vereinten Nationen.
Kiai reiste im Juli 2016 in die Vereinigten Staaten. Dies war der erste offizielle Länderbesuch, der von einem UN-Sonderberichterstatter über die Rechte auf friedliche Versammlung und Vereinigung durchgeführt wurde.

## Vergeltung für Menschenrechtsarbeit
Maina Kiai wurde wegen seiner Menschenrechtsarbeit mehrfach bedroht und belästigt.
Er berichtete zuletzt im September 2013, dass Schlägertypen in das Geschäft seiner Mutter in Nyeri gekommen seien und drohten es niederzubrennen.  Im Jahr 2008 war Kiai einer von mehreren Menschenrechtsverteidigern, die Todesdrohungen erhielten, als nach den Wahlen in Kenia Gewalt wütete. Eine Koalition der kenianischen Zivilgesellschaftsgruppen berichtete, dass sie von einer Verschwörung erfahren hätten, bei der „eine  Elite-Truppe von fünf oder mehr Mann mit der Beseitigung, unter anderem von Maina Kiai beauftragt worden sei.“